# Catacamas
Catacamas è una città dell'Honduras facente parte del dipartimento di Olancho.
Il comune appare come entità autonoma già nel censimento del 1791 con la denominazione "San Francisco Catacamas"; ha ottenuto lo status di città il 24 gennaio 1898.
Catacamas,si estende su una vasta pianura irrigata dal Rio Guayape nel dipartimento di Olancho.
La città si trova 210 chilometri. a nord-est della capitale Tegucigalpa, ed è facilmente raggiungibile dalla strada asfaltata.
Catacamas è caratterizzata dall'ambiente naturale, adatto sia per la produzione agricola che forestale.  Si trova in una valle a 450 metri sul livello del mare. ììThe North White Stone Mountain,''  che fanno parte di Agalta Mountains National Park
A nord e ad ovest vi sono le montagne "Cerro de la Cruz"  Circa sei chilometri ad est di Catacamas, vi sono le grotte di Talgua  (Cuevas de Talgua)  in cui sono stati ritrovati degli scheletri di indiani pellirossa  "Glowing Skulls,"     che da studi recenti sono stati datati a circa 3000 anni fa.